# Espeletia guacharaca
Espeletia guacharaca es una especie de frailejón, una planta amenazada endémica de los páramos de Colombia. Recibe el nombre común de frailejón guacharaco.

## Taxonomía
Espeletia guacharaca fue descrita por Santiago Díaz Piedrahíta y publicada en Caldasia 11: 19. 1975
Etimología
Espeletia: nombre genérico otorgado en honor del virey de Nueva Granada, José Manuel de Ezpeleta.
guacharaca: en alusión a la rigidez de sus hojas y la prominencia de los nervios secundarios en el envés, que al ser rascados con un palo suenan igual al instrumento guacharaca.

## Descripción
Roseta caulescente de hasta 2m de altura. Hojas oblanceoladas, coriáceas, de 20-40 cm, de color citrino brillante; el ápice es ligeramente acuminado-agudo, la base es atenuada, tiene un pseudopeciolo de 1 cm, margen levemente revoluto, nervio central prominente en el envés, ensanchado hacia la base, color amarillo, con indumento. Ramas floríferas axilares cubiertas de indumento, brácteas amplexicaules; panícula corimbiforme de 45-58 capítulos. Capítulos erectos de 6-11 mm, involucro de 9-10 brácteas; páleas de flores femeninas en dos filas, angosto-obovadas; 24-26 flores femeninas liguladas en dos filas, ligula elíptica de color amarillo áureo; aquenios triquetos obovados, negruzcos y glabros.

## Distribución
E. guacharaca es endémica de Colombia, es posible encontrarla en los siguientes páramos: páramo de la Rusia (Duitama), páramo de la cortadera (Toca y Pesca), el Santuario de Fauna y Flora Guanenta Alto Río Fonce (Charalá) y en el parque nacional natural de Pisba (Pisba).